# 瑪哈代區
瑪哈代區是索馬利亞的一個區，位於該國東南部的中謝貝利州，於喬哈爾區北方20公里處，首府為瑪哈代。

## 外部鏈結
- 瑪哈代在Google地圖上的位置 （页面存档备份，存于）